# Boľ
Boľ, ungarisch Boly (deutsch Boltsch), ist eine Gemeinde im Osten der Slowakei mit 726 Einwohnern (Stand 31. Dezember 2024), die zum Okres Trebišov, einem Kreis des Košický kraj, gehört. Sie ist Teil der traditionellen Landschaft Zemplín.

## Geographie
Die Gemeinde befindet sich im südlichen Teil des Ostslowakischen Tieflands in der Kleinregion Medzibodrožie (ungarisch Bodrogköz), auf einem alten natürlichen Deich der Theiß sowie südlich des Flusses Latorica. Das Ortszentrum liegt auf einer Höhe von 105 m n.m. und ist sechs Kilometer von Kráľovský Chlmec sowie 54 Kilometer von Trebišov entfernt (Straßenentfernung).
Nachbargemeinden sind Beša im Norden, Soľnička im Osten, Poľany im Südosten, Kráľovský Chlmec im Süden, Vojka im Südwesten und Westen, Zatín im Westen und Oborín im Nordwesten.

## Geschichte
Boľ wurde zum ersten Mal 1332 als Bol schriftlich erwähnt. Im frühen 15. Jahrhundert war das Dorf Besitz des Landadels, 1419 gehörte es den Familien Cseke und Imregh. Im Laufe der Jahrhunderte haben die Besitzer oft gewechselt. Im 18. und 19. Jahrhundert war die Familie Klobusiczky Besitzer des Ortes, im 20. Jahrhundert besaß die Familie Szirmay Gutsanteile.
1557 wurden acht Porta verzeichnet, 1715 gab es neun verlassene und 10 bewohnte Haushalte. 1787 hatte die Ortschaft 48 Häuser und 304 Einwohner, 1828 zählte man 63 Häuser und 483 Einwohner, die als Landwirte sowie als Fuhrleute, Holzfäller, Korbmacher und Hersteller von landwirtschaftlichen Werkzeugen tätig waren.
Bis 1918/1919 gehörte der im Komitat Semplin liegende Ort zum Königreich Ungarn und kam danach zur Tschechoslowakei beziehungsweise heutigen Slowakei. In der Zeit der ersten tschechoslowakischen Republik war Boľ ein landwirtschaftlich geprägtes Dorf. Auf Grund des Ersten Wiener Schiedsspruchs war der Ort von 1938 bis 1944 noch einmal Teil Ungarns.

## Bevölkerung
| Jahr                | 1994 | 2004    | 2014    | 2024    |
| ------------------- | ---- | ------- | ------- | ------- |
| Anzahl der Personen | 685  | 691     | 711     | 726     |
| Unterschied         |      | +0,87 % | +2,89 % | +2,10 % |

| Jahr                | 2023 | 2024    |
| ------------------- | ---- | ------- |
| Anzahl der Personen | 731  | 726     |
| Unterschied         |      | −0,68 % |

Nach der Volkszählung 2011 wohnten in Boľ 725 Einwohner, davon 607 Magyaren, 109 Slowaken, zwei Tschechen sowie jeweils ein Russine und Ukrainer. Fünf Einwohner machten keine Angabe zur Ethnie.
378 Einwohner bekannten sich zur römisch-katholischen Kirche, 182 Einwohner zur reformierten Kirche, 85 Einwohner zur griechisch-katholischen Kirche und 13 Einwohner zu den Zeugen Jehovas. 15 Einwohner waren konfessionslos und bei 52 Einwohnern wurde die Konfession nicht ermittelt.

## Bauwerke und Denkmäler
- römisch-katholische Nikolauskirche, ein ursprünglich romanischer Sakralbau aus der zweiten Hälfte des 13. Jahrhunderts, der 1828 umgebaut und im klassizistischen Stil neu gestaltet wurde[6]

## Verkehr
In Boľ treffen sich die Cesta III. triedy 3716 („Straße 3. Ordnung“) von Leles, die Cesta III. triedy 3714 von Kráľovský Chlmec sowie die Cesta III. triedy 3695 von Rad-Hrušov heraus. Der nächste Bahnanschluss ist in Pribeník an der Bahnstrecke Čierna nad Tisou–Košice.